# Bianca Kappler
Pour les articles homonymes, voir Kappler.

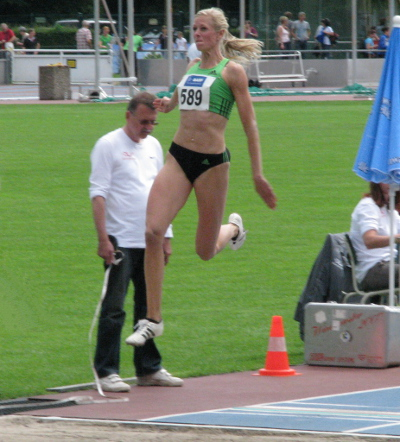
Bianca Kappler en 2011 à Mannheim

Bianca Kappler (née le 8 août 1977 à Hambourg) est une athlète allemande spécialiste du saut en longueur.

## Carrière
Neuvième des Jeux olympiques de 2004, elle obtient son premier podium international majeur en début de saison 2005 en se classant troisième des Championnats d'Europe en salle de Madrid. Bénéficiant du quatrième meilleur saut de la finale, l'Allemande reçoit finalement la médaille de bronze en raison d'un dernier saut mal mesuré par les officiels.
En 2007, Bianca Kappler égale son record personnel en salle de 6,63 m en finale des Championnats d'Europe en salle de Birmingham mais ne termine qu'au pied du podium. Lors de cette même saison, elle atteint la marque de 6,90 m (+1,9 m/s) à Bad Langensalza, et se classe cinquième des Championnats du monde avec 6,81 m.

## Palmarès
| Date | Compétition                    | Lieu       | Résultat | Marque |
| ---- | ------------------------------ | ---------- | -------- | ------ |
| 2004 | Jeux olympiques                | Athènes    | 9e       | 6,66 m |
| 2005 | Championnats d'Europe en salle | Madrid     | 3e       | 6,53 m |
| 2007 | Championnats d'Europe en salle | Birmingham | 4e       | 6,63 m |
| 2007 | Championnats du monde          | Osaka      | 4e       | 6,81 m |
| 2007 | Finale mondiale de l'IAAF      | Stuttgart  | 6e       | 6,42 m |
| 2008 | Coupe d'Europe                 | Annecy     | 3e       | 6,63 m |

### Records
| Épreuve                  | Performance | Lieu                | Date                        |
| ------------------------ | ----------- | ------------------- | --------------------------- |
| Saut en longueur         | 6,90 m      | Bad Langensalza     | 7 juillet 2007              |
| Saut en longueur (salle) | 6,63 m      | Chemnitz Birmingham | 27 février 2004 3 mars 2007 |